# İshak Şan
İshak Şan (* 1976 in Kâhta, Provinz Adıyaman) ist ein türkischer Politiker der Adalet ve Kalkınma Partisi (AKP), der seit 2023 Mitglied der Großen Nationalversammlung (TBMM) ist.

## Leben
İshak Şan, Sohn von Sait Şan und dessen Ehefrau Meryem Şan, absolvierte nach dem Schulbesuch ein Studium der Medizin an der medizinischen Fakultät der Universität Fırat (Fırat Üniversitesi) und erwarb einen Doktor der Medizin, woraufhin er als Arzt in seiner Geburtsstadt Kâhta tätig war. Er erhielt eine Facharztausbildung für Notfallmedizin am Atatürk Ausbildungs- und Forschungskrankenhaus in Ankara (Ankara Atatürk Eğitim ve Araştırma Hastanesi) und war zwischen 2012 und 2020 Mitglied des Gesundheitsteams von Staatspräsident Abdullah Gül beziehungsweise seit dem 28. August 2014 von dessen Nachfolger Recep Tayyip Erdoğan. Zugleich fungierte er von 2018 bis 2023 als Leiter des Notfallgesundheitsdienstes von Ankara und erhielt 2020 den Titel eines außerordentlichen Professors der Universität für Gesundheitswissenschaften (Sağlık Bilimleri Üniversitesi) in Istanbul.
Bei der Parlamentswahl am 14. Mai 2023 wurde Özhan für die AKP für die Provinz Adıyaman erstmals zum Mitglied der Großen Nationalversammlung TBMM (Türkiye Büyük Millet Meclisi) gewählt und gehört dieser seither an. In der aktuellen 28. Legislaturperiode ist er seit dem 3. Juni 2023 Mitglied der Kommission für die Beziehungen zur Europäischen Union (Avrupa Birliği Uyum Komisyonu) sowie zugleich Vertreter der Türkei in der Gemeinsamen Parlamentarischen Kommission der Europäischen Union (Türkiye – Avrupa Birliği Karma Parlamento Komisyonu).
Şan ist verheiratet und hat zwei Kinder.